# Fačkov
Fačkov es un municipio del distrito de Žilina en la región de Žilina, Eslovaquia, con una población estimada a final del año 2024 de 666 habitantes.
Se encuentra ubicado al oeste de la región, cerca del curso alto del río Váh (cuenca hidrográfica del Danubio) y de la frontera con la región de Trenčín.

## Demografía
| Año        | 1994 | 2004    | 2014     | 2024    |
| ---------- | ---- | ------- | -------- | ------- |
| Población  | 805  | 736     | 657      | 666     |
| Diferencia |      | −8,57 % | −10,73 % | +1,36 % |

| Año        | 2023 | 2024    |
| ---------- | ---- | ------- |
| Población  | 670  | 666     |
| Diferencia |      | −0,59 % |